# 로우히

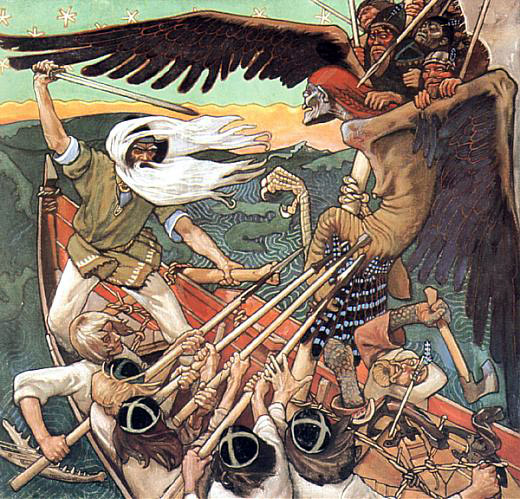
악셀리 갈렌칼렐라의 그림 〈삼포를 지켜라〉. 로우히가 날개 달린 괴물로 변신해 삼포를 빼앗아가려 하자 배이내뫼이넨이 막아서는 장면이다. 로우히의 등에는 포흐욜라 전사들이 타고 있다.

로우히(핀란드어: Louhi [ˈlouɦi][*])는 핀란드-카렐리야 신화 및 라플란드 신화에 나오는 여인이다. 핀란드 신화의 여러 인물/생물/사물은 서로 습합되거나 분리되는 경우가 잦은데, 로우히는 여신 로비아타르의 다른 모습으로 여겨진다.
로우히는 북방의 오지 포흐욜라를 다스리는 여왕이며, 강력하고 사악한 마녀다. 칼레발라의 주인공 배이내뫼이넨과 그 무리가 보물 삼포를 찾아 떠나는 여정에서 주요 악역이기도 하다.  로우히에게는 아름다운 딸이 여러 명 있는데, 일마리넨, 레밍캐이넨 등이 이 딸들을 취하려고 노력한다.

## 같이 보기
- 라우페위